# BoxBoy!
BoxBoy! (ハコボーイ, Hako Bōi!) é uma série de jogos eletrônicos de puzzle e de plataforma desenvolvida pela HAL Laboratory e publicada pela Nintendo. Os jogadores controlam Qbby, um personagem em formato quadrado que pode produzir uma sequência de caixas conectadas. As caixas são utilizadas para superar obstáculos nos níveis onde Qbby deve ser guiado. O conceito da série foi criado por Yashuro Mukae em 2011, quando a HAL Laboratory pediu que seus funcionários criassem ideias que não envolvessem Kirby, personagem clássico da desenvolvedora.
A série é composta por três jogos para o Nintendo 3DS e um para Switch, exclusivos da loja virtual Nintendo eShop. O primeiro, BoxBoy!, foi lançado em 2015. A sua sequência, BoxBoxBoy!, foi lançada em 2016. O último jogo da trilogia, Bye-Bye BoxBoy!, foi lançado em 2017. Todos os jogos da série foram bem recebidos pela crítica, recebendo "críticas geralmente favoráveis" segundo o Metacritic. O quarto jogo da franquia, BoxBoy! + BoxGirl! foi anunciado em uma Nintendo Direct em 13 de fevereiro de 2019, e será lançado em 26 de abril de 2019.

## Jogos

### BoxBoy!(2015)
BoxBoy! (ハコボーイ, Hako Bōi!) foi lançado em 14 de janeiro de 2015 no Japão e mundialmente em 2 de abril de 2015, na eShop do Nintendo 3DS. O jogador deve guiar Qbby por mais de 150 níveis diferentes utilizando seu poder de criar caixas em sequência. O número de caixas que podem ser criadas varia dependendo do nível.

### BoxBoxBoy!(2016)
BoxBoxBoy! (ハコボーイ! もうひとハコ, Hako Bōi! Mō Hito Hako, lit. Box Boy! Mais Uma Caixa) foi lançado em 6 de janeiro de 2016 no Japão e mundialmente em 30 de junho de 2016, na eShop do Nintendo 3DS. Bem como no jogo anterior, o jogador guia Qbby pelos níveis utilizando sua habilidade de criar caixas. Dessa vez, porém, Qbby pode criar dois grupos de caixas ao mesmo tempo, permitindo quebra-cabeças mais complexos. Novas fantasias para Qbby podem ser adquiridas com as medalhas ganhas nos mais de 120 níveis do jogo.

### Bye-Bye BoxBoy!(2017)
Bye-Bye BoxBoy! (ハコボーイ！ ハコづめBOX) foi lançado em 2 de fevereiro de 2017 no Japão, em 23 de março de 2017 da Europa, em 25 de março de 2017 na Austrália e em 12 de abril de 2017 na América do Norte, na eShop do Nintendo 3DS. Um amiibo de Qbby também foi produzido, mas não foi lançado no ocidente. Nesse jogo, o jogador não deve simplesmente garantir a segurança de Qbby, como também dos Qbabies, personagens quadrados ainda menores do que o personagem principal. Qbby também recebeu a capacidade de criar caixas com poderes específicos, possibilitando ainda mais diversidade de desafios.

### BoxBoy! + BoxGirl!(2019)
BoxBoy! + BoxGirl! foi anunciado em uma Nintendo Direct em 13 de fevereiro de 2019. O jogo será lançado para o Nintendo Switch em 26 de abril de 2019. O número de fases do jogo ultrapassa qualquer outro jogo da série, passando da marca dos 270. Um modo cooperativo foi adicionado, e os jogadores que completam o jogo principal podem jogar uma campanha com Qudy, personagem que possui os mesmo poderes de Qbby, mas em formato retangular.

## Recepção
| Jogo            | GameRankings | Metacritic |
| --------------- | ------------ | ---------- |
| BoxBoy!         | 79%          | 80         |
| BoxBoxBoy!      | 81%          | 80         |
| Bye-Bye BoxBoy! | 83%          | 83         |

Os três jogos da franquia foram bem recebidos, recebendo "críticas geralmente favoráveis", segundo o Metacritic.
BoxBoy! obteve uma nota 80 de 100 no Metacritic e 79% no GameRankings. Alguns críticos notaram que as primeiras fases do jogo eram muito básicas e, consequentemente, o jogo não teve uma boa primeira impressão. Justin Haywald, da GameSpot, descreveu a simplicidade dos primeiros quebra-cabeças do jogo como "quase desagradável". No entanto, ele ficou satisfeito com as fases apresentadas depois de um certo progresso no jogo, chamando os quebra-cabeças de "engenhosos" e elogiando o uso inteligente da mecânica de manipulação de caixas. Jose Otero, da IGN, elogiou o design de níveis do jogo e o desafio proposto pelas últimas fases. Ele também gostou do sistema generoso de checkpoints do jogo, notando que era uma ajuda durante os quebra-cabeças mais difíceis. De acordo com alguns críticos, os gráficos de BoxBoy! se assemelhavam ao estilo encontrado em jogos para o Game Boy; a reação a esse estilo foram mistas entre os críticos. Enquanto alguns descreveram os gráficos como "charmosos" e "estilosos", outros os chamaram de "estéreis". As animações expressivas e design de personagens fofo foram bem recebidos.
BoxBoxBoy! também obteve uma nota de 80 de 100 no Metacritic, mas dessa vez com uma nota de 81% no GameRankings. Chris Carter, do site Destructoid, deu ao jogo uma nota de 7.5/10, dizendo que ele tinha uma "elegância simplista". Kyle Hilliard, da Game Informer, deu ao jogo um 8/10, afirmando que ele era "notavelmente similar" ao seu predecessor, falhando em expandir no conceito original, mas que isso não eram "coisas ruins".
Bye-Bye BoxBoy! obteve uma nota de 83 de 100 no Metacritic e 83% no GameRankings. O jogo foi premiado como "Melhor Jogo de Puzzle" no "Best of 2017 Awards" do site Game Informer.